# 盗涙王
盗涙王（とうるいおう）は、吉本興業東京本社（東京吉本、厳密には子会社のよしもとクリエイティブ・エージェンシー）に所属していたお笑いコンビ。東京NSC12期生。同期には南国姉妹、渡辺直美、ジャングルポケット、御茶ノ水男子などがいる。

## 経歴・人物
2007年2月24日「盗涙王」結成。2011年2月16日「盗涙王」解散。後に原田は元「お笑者」の今村有希と共に「SaruBeer」、NAKA（中村）は元「GAMBIT」の重久義朋と共に「シャ楽」と言う別々のコンビで活動し始める。しかし「SaruBeer」は2012年9月で「シャ楽」は2013年8月で解散。
2013年8月27日開催の「DBナイト寄席」と、2013年8月28日の「R藤本の水曜はじけてまざれ!」番組内で「盗涙王」を再結成すると発表した。
2014年12月30日にTwitterで「盗涙王」の再度解散を発表。その後、原田は「Re:ぷれい・はらだstyle」、中村は「Re:ぷれい・シュン」として活動していたが、2016年9月21日に「今月でコンビ解散、芸人を引退する」と発表した。2016年9月30日で2人共芸人を引退した。

## メンバー
- 原田 誉之（はらだ やすゆき、1987年12月26日 - ）
  - 立ち位置は向かって左。
  - 北海道旭川市出身。　
  - 血液型：O型
  - 趣味：カラオケ、ドライブ　
  - 資格：自動車免許、計算技術検定2級
- NAKA（なか、本名：中村 俊介（なかむら しゅんすけ） 1987年5月11日 - ）
  - 立ち位置は向かって右。
  - 千葉県流山市出身。
  - 血液型：A型
  - 趣味：バスケットボール
  - 特技：カラオケ
  - 資格：英語検定3級、自動車免許、自動二輪免許
  - 特徴：ヒゲが濃すぎる

## 交流関係
ベジータ物真似芸人のR藤本と交友が有り、ライブやニコニコ動画の「R藤本の水曜はじけてまざれ!」でよく共演している。その時、原田はドラゴンボールの人造人間17号、NAKA（中村）は人造人間18号に扮してネタをする事が多い。

## ネタ
- 二人がカリスマに扮してネタを行う。主にショートコント。ブリッジに「カリスマ〜 カリスマ〜」がある。
- ネタの最初にNAKA→原田の順で「俺は」「こいつは」「世界で」「世界で」「最大」「最強」「最高峰のカリスマ〜（二人で）」と言ってネタを始める。
- 内容はNAKAが何かのジェスチャーをしその間原田が「○○をしているのか？」といいジェスチャーが終わると原田が「あ〜なるほど」と言いNAKAが何の動きをしたか言い二人でブリッジを言う（例：濡れた手乾かすカリスマ〜カリスマ〜）。
- 最後に二人で「カ・リ・ス・マ〜」と言いネタを締める。

## 出演番組

### テレビ
- エンタの天使（日本テレビ、2007年11月21日）キャッチコピーは「躍動のカリスマイル」
- エンタの神様（日本テレビ、2008年4月19日、2008年5月17日、2008年6月28日、2008年8月16日）キャッチコピーは「最後方（さいこうほう）のカリスマ」
- あらびき団 （TBS系列、2010年10月26日）

### インターネット番組
- R藤本の水曜はじけてまざれ!（ニコニコ生放送、2010年10月20日初出演 - 複数回出演）
- スロレス〜回胴野郎の挑戦〜#4（P-martTV、2014年3月7日）

## ライブ
- 彩Jr.ライブ
- 劇団アニメ座DB[7]（新宿シアターモリエール、2013年3月2日）

### DBナイト
- R藤本プレゼンツ「DBナイト」（新宿ロフトプラスワン、2012年6月8日）
- R藤本プレゼンツ「DBナイト2」（阿佐ヶ谷ロフトA、2012年7月30日）
- DBナイト寄席 〜皆さんに、ちょっとお笑いをしてもらいます〜（神保町花月、2013年8月27日）
- R藤本プレゼンツ「ＤＢナイト5」（阿佐ヶ谷ロフトＡ、2013年10月19日）
- DBナイト外伝 ベジータvsピッコロナイト（阿佐ヶ谷ロフトＡ、2013年11月22日）
- R藤本プレゼンツ「DBナイト7」（阿佐ヶ谷ロフトA、2014年7月12日）